# James Adam
James Adam (Londra, 21 luglio 1732 – Londra, 20 ottobre 1794) è stato un architetto scozzese.
Quartogenito di William Adam, era fratello di John, Robert, con il quale lavorò costantemente dal 1760, e William Jr.
Gli viene attribuito il disegno di Portland Place; è stato inoltre autore del Journal of a tour in Italy.